# 小泉六一
小泉 六一（こいずみ ろくいち、1875年（明治8年）3月6日 - 1945年（昭和20年）3月1日）は、日本陸軍の軍人。最終階級は陸軍中将。

## 経歴
広島県出身。広島藩下士・士族秋山恂一の次男として生まれ、小泉弥一の養子となる。陸軍幼年学校を経て、1896年（明治29年）5月、陸軍士官学校（7期）を卒業、翌年1月歩兵少尉に任官し、歩兵第21連隊付となる。1903年（明治36年）11月、陸軍大学校（17期）を卒業。日露戦争時には歩兵第11連隊中隊長、第4師団参謀、第2軍参謀を務めた。
第1師団参謀、陸軍省軍務局歩兵課員、歩兵第1連隊付、欧州出張を経て、第一次世界大戦において1915年（大正4年）8月から青島守備軍副官となった。以後、歩兵第1連隊長、軍務局歩兵課長などを歴任し、1920年（大正9年）8月、陸軍少将に進級。陸軍兵器本廠付（作戦資材整備会議幹事長）を経て、憲兵司令官となるが、1923年（大正12年）9月の関東大震災直後に起こった甘粕事件により、9月20日に停職、翌年1月に待命となった。
しかし、1924年（大正13年）2月には歩兵第13旅団長として復帰し、1925年（大正14年）5月、陸軍中将となった。支那駐屯軍司令官、第11師団長、第3師団長などを歴任し、1930年（昭和5年）8月、予備役に編入された。
1936年（昭和11年）から1944年（昭和19年）6月まで、帝国在郷軍人会副会長を務めた。
1945年（昭和20年）3月1日に死去。死去にあたり祭資の下賜を受けた。また、葬送にあたり勅使として侍従が派遣され、幣帛の下賜を受けた。

## 栄典
位階
- 1920年（大正9年）9月10日 - 正五位[6]
- 1925年（大正14年）6月1日 - 従四位

勲章等
- 1915年（大正4年）4月24日 - 勲三等瑞宝章[7]
- 1919年（大正8年）11月28日 - 旭日中綬章[8]
- 1921年（大正10年）7月1日 - 第一回国勢調査記念章[9]
- 1922年（大正11年）6月27日 - 勲二等瑞宝章[10]
- 1928年（昭和3年）7月30日 - 勲一等瑞宝章[11]

## 親族
- 兄：秋山雅之介（法政大学学長）[1]